# Elżbieta Okupska
Elżbieta Okupska (ur. 1953 w Koszalinie) – aktorka teatralna i filmowa.

## Życiorys
Urodziła się w Koszalinie, tam też debiutowała na scenie i zdobyła dyplom aktorski. Po jego zdobyciu przeniosła się do Szczecina, gdzie grała przez cztery sezony. Kilka lat później została laureatką wrocławskiego Przeglądu Piosenki Aktorskiej, po czym trafiła w 1986 do chorzowskiego Teatru Rozrywki.
Ma na koncie cztery Złote Maski za Jeszcze gramy w zielone, Cabaret, Ubu Król, Polacy, czy Madame Therese oraz Nagrodę Prezydenta Miasta Chorzowa w dziedzinie kultury.
W 1995 po raz pierwszy zaprezentowała swój recital pt. Uczciwe życie, złożony z piosenek Bertolda Brechta, który później trafił na płytę Okupska śpiewa Brechta.
W 1997 otrzymała wyróżnienie indywidualne za rolę w przedstawieniu Niedźwiedź, Oświadczyny, prezentowanym przez Teatr Korez z Katowic na VI Konkursie Teatrów Ogródkowych.
Filmografia
- Angelus – Lecha Majewskiego
- Biała Sukienka – Michała Kwiecińskiego
- Święta wojna - Hildegarda Hilmer

Role teatralne (wybrane)
- Lady Peachum w Operze za trzy grosze
- Fraulein Schneider w Cabarecie
- Ubica w Ubu Król, czyli Polacy
- swatki Jenty w Skrzypku na dachu
- Narratora w The Rocky Horror Show
- Annasza w Jesus Christ Superstar

Przedstawienia
- Klimakterium i już... (Pamela)
- Dyzma Musical (śpiewak uliczny)
- Jesus Christ Superstar (Annasz)
- Skrzypek na dachu (swatka Jenta)
- Bal u Wolanda (Behemot)
- Krzyk według Jacka Kaczmarskiego
- Rumbugiługi
- Ballady kochanków i morderców
- Terapia Jonasza (Matka)
- Oliver! (Pani Corney)[1]